# Igor Kowalczuk-Kowal
Igor Konstantinowicz Kowalczuk-Kowal, ros. Игорь Константинович Ковальчук-Коваль (ur. 13 października 1913 w Harbinie, zm. 3 sierpnia 1984 w Moskwie) – rosyjski działacz emigracyjny i pisarz.
W 1930 ukończył szkołę podstawową w Harbinie, a następnie rozpoczął naukę w szkole technicznej. W 1932 wstąpił do Rosyjskiego Oddziału Szanghajskiego Korpusu Ochotniczego. Od 1934 pracował na Kolei Wschodniochińskiej. Jednocześnie był pracownikiem muzeum etnograficznego w Harbinie. W połowie lat 30. zaangażował się w działalność oświatową wśród rosyjskiej młodzieży emigracyjnej. Od 1937 działał w Narodowo-Pracowniczym Związku Nowego Pokolenia (NTS), przemianowanym później na Ludowo-Pracowniczy Związek Solidarystów Rosyjskich. Od 1938 współpracował z japońską misją wojskową w Mandżurii. W 1940 napisał artykuł historyczny pt. „Otkrytije Kamczatki (istoriczeskij oczerk)”, który znalazł się w publikacji pt. Kamczatka: 1740–1940: Jubilejnyj sbornik, poswiaszczennyj istoriczeskimi sobytijam i jubilejam dalekoj Kamczatki. W 1944 przeszedł do pracy w oddziale gospodarczym Głównego Biura do spraw Rosyjskich Emigrantów w Mandżurii. Po klęsce Armii Kwantuńskiej, pod koniec sierpnia 1945, został aresztowany przez Sowietów. Po procesie skazano go na karę dwudziestu lat łagrów. Przebywał w obozie w Kraju Komi. Prowadził nielegalnie dziennik. W listopadzie 1951 zaprzyjaźnił się z jednym z byłych przywódców NTS, Jewgienijem Diwniczem, i wszedł w skład konspiracyjnej grupy obozowej NTS. W grudniu 1955 przeniesiono go do łagru w Mordowii. Jego wyrok został zmniejszony do pięciu lat obozu. We wrześniu 1956 wyszedł na wolność, po czym zamieszkał w Incie. Pracował jako ślusarz-montażysta w kombinacie „Intaugol”. W lutym 1959, podczas pobytu w Moskwie, ponownie go aresztowano, gdyż znaleziono u niego zapiski obozowe mające stanowić podstawę planowanej powieści Swidanije s pamiatju. W rezultacie skazano go na karę dziewięciu lat łagrów. W kwietniu 1966 został wypuszczony. Znalazł pracę w charakterze laboranta w studiu fotograficznym pisma „Żurnał Moskowskoj Patriarchii”. W 1996, w ramach serii wydawniczej „Dokumienty po istorii dwiżenija inakomyslaszczich”, powieść Swidanije s pamiatju została opublikowana.